# Tribu d'Éphraïm

Carte des 12 tribus d'Israël ; la tribu d'Éphraïm est représentée en blanc crème.

La tribu d'Éphraïm est une des douze tribus d'Israël.
Éphraïm était un des fils de Joseph, fils de Jacob. On compte généralement la tribu d'Éphraïm dans la liste des douze tribus d'Israël à la place de celle de Joseph. C'est aussi le cas pour Manassé, autre fils de Joseph.
Parmi les membres de cette tribu, on compte Josué et Jéroboam Ier, le fondateur du royaume d'Israël du nord.

## Effectifs de la tribu d'Éphraïm
Deux ans après la sortie d'Égypte, Moïse effectue un premier recensement et les descendants d'Éphraïm sont au nombre de 40 500. Les descendants d'Éphraïm forment une armée  de 40 500 hommes.
Après la révolte de Coré, Dathan et Abiron, Moïse effectue un second recensement et les descendants d'Éphraïm sont au nombre de 32 500.
L'archéologue Donald Bruce Redford estime que les nombres donnés dans la Bible sont peu crédibles dans la mesure où ils sont trop grands.

## Territoire de la tribu d'Éphraïm
La frontière du territoire d'Éphraïm est définie de la manière suivante : 
- De Tappouah (une ville enclave à la frontière du territoire de Manassé et appartenant à la tribu d'Éphraïm[5]), la frontière va vers l'ouest en suivant le ouadi de Qana (au sud du ouadi se trouve le territoire d'Éphraïm et au nord du ouadi se trouve le territoire de Manassé[6]) et aboutit à la mer[7].
- De la mer, la frontière va ensuite vers l'est en direction de Taanath Shilo puis de Yanoa[8],
- ensuite elle descend de Yanoa vers Ataroth et Naara, touche à la ville de Jéricho et aboutit au Jourdain[9].
- La frontière va d'Astarôth-Addar jusqu'à Beth-Horôn-le-Haut et aboutit au versant du Mikmethath au nord (Le Mikmethath est en face de la ville de Sichem[10])[11].

Une de leurs villes est une ville de refuge (en) : Sichem,. Quatre de leurs villes deviennent des villes lévitiques attribuées aux Qehathites : Sichem, Gezer, Qibtsaïm (en) et Beït-Horon, mais les Canaanites ne sont pas chassés de la ville de Gezer,.
Pour Kenneth Anderson Kitchen, ces listes ne sont pas fiables.

## Disparition de la tribu d'Éphraïm
À partir du Xe siècle av. J.-C., la tribu d'Éphraïm est incorporée dans le royaume de Samarie un des deux royaumes israélites après le schisme.
Le royaume de Samarie est détruit par l'Assyrie en -722 qui déporte une partie de sa population, et qui d'après une inscription du palais Assyrien de Dur-Sharrukin (Forteresse de Sargon) ainsi que du livre historique des samaritains actuels confirmant le dire des Assyriens, serait au nombre de 27280 habitants qui sont emmenés captifs.
La tribu d'Éphraïm est alors considérée par les Judéens comme une des dix tribus perdues d'Israël.

## Recherche de la tribu d'Éphraïm
Les Samaritains actuels, descendants de l'ancien royaume du Nord, se disent des tribus d'Ephraïm, Manassé et Lévy, la tribu des prêtres. 
Les Bene Éphraïm (en) (ou Juifs Télougou) habitent dans l'Andhra Pradesh un État de l'Inde, parlent le télougou une langue dravidienne ayant le statut de langue officielle et se disent descendants de la tribu d'Éphraïm.
En 1980, des familles construisent une synagogue pour pratiquer le judaïsme et se mettent à apprendre l'hébreu.

## Membres de la tribu d'Éphraïm
- Élishama, le fils d'Ammihoud, est un chef de la tribu d'Éphraïm lors de l'Exode hors d'Égypte[19],[20],[21],[22].
- Hoshéa, le fils de Noun, est envoyé en éclaireur au pays de Canaan avant sa conquête[23].
- Qemouël, le fils de Shiphtân, est un chef de la tribu d'Éphraïm lors du partage du pays de Canaan[24].
- Josué, le fils de Noun, est un membre de la tribu d'Éphraïm et le successeur de Moïse.
- Abdon, le fils de Hillel le Pirathonite (de la tribu d'Éphraïm[25]), est le douzième juge d'Israël, il est enterré à sa mort à Pirathon (en) dans la région montagneuse d'Éphraïm (en)[26].
- Anne et le prophète Samuel[27].
- Benaïa le Pirathonite (en) de la tribu d'Éphraïm est un des hommes forts de David (en)[28] et le chef d'un division de vingt-quatre mille hommes[25].
- Helets le Pelonite (ou le Paltite) de la tribu d'Éphraïm est un des hommes forts de David (en)[29] et le chef d'une division de vingt-quatre mille hommes[30].
- Jéroboam Ier, le fils de Nebath, est un membre de la tribu d'Éphraïm et le premier roi d'Israël après le schisme.
- Nadab, le fils de Jéroboam Ier, est un roi d'Israël qui est mort assassiné.